# 오쿠야마 야스히로
오쿠야마 야스히로(일본어: 奥山 泰裕, 1985년 11월 21일 ~ )는 일본의 축구 선수이다.

## 구단 경력
과거 제프 유나이티드 지바, 가이나레 돗토리에서 활동하였다.